# Bogdanovič
Bogdanovič oz. Bogdanović je priimek več oseb:
- Ipolit Fjodorovič Bogdanovič (1774–1803), ruski pesnik in komediograf
- Viktor Frantsevič Bogdanovič, sovjetski general
- Peter Konstantinovič Bogdanovič, sovjetski general
- Mihail Bogdanovič Barclay de Tolly (1761–1818), ruski maršal škotskega rodu

srbski (in hrvaški) priimek Bogdanović:
- Antun Bogdanović (Deodatus, Diodati) (~1599–1656)., hrvaški pravnik in diplomat
- Bogdan Bogdanović (1922–2010), srbski arhitekt, umetnik, filozof in župan Beograda
- Bogdan Bogdanović, srbski košarkar
- Bojan Bogdanović, hrvaški košarkar
- Božidar Bogdanović (Božitko, Boško), hrvaški (dubrovniški) graditelj/stavbar (? –1448)
- David Bogdanović (1869–1944), hrvaški literarni zgodovinar, filolog
- Gedeon Bogdanović, srbski general JLA
- Jasna Bogdanović (*1948), hrvaška kiparka
- Marija Bogdanović (*1940), srbska sociologinja, rekorica v Beogradu
- Marijan Bogdanović (1720–1772), hrvaško-bosenski teolog, filozof in letopisec
- Milan Bogdanović (Emin, pr. priim. Šrabec), hrvatski prevajalec, literat, pravnik (1876–1942)
- Milan Bogdanović (1892–1964), srbski književnik, univ. profesor literature in akademik
- Pavle Bogdanović (1934–1993), hrvaški igralec
- Peter Bogdanovich (1939–2022), ameriški filmski igralec in režiser srbskega rodu